# Internationaler Slawistenkongress
Der Internationale Slawistenkongress (russisch Международный съезд славистов Meschdunarodny sjesd slawistow, transliteriert Meždunarodnyj s”ezd slavistov; französisch Congrès international des Slavistes; serbokroatisch Međunarodni slavistički kongres; englisch International Congress of Slav(ic)ists) ist die seit 1929 in der Regel fünfjährlich stattfindende zentrale Konferenz der weltweiten Slawistik. Er wird vom Internationalen Slawistenkomitee veranstaltet und hat bisher stets in einem slawischsprachigen Land stattgefunden.
Am Slawistenkongress 2018 in Belgrad haben rund 1000 Literatur- und Sprachwissenschaftler aus vierzig Ländern teilgenommen.
Kongresssprachen sind traditionell alle slawischen Sprachen, Englisch, Französisch und Deutsch, wobei nicht gedolmetscht wird. Dies führt dazu, dass es z. B. immer wieder auch Vorträge und Diskussionsbeiträge auf Niedersorbisch gibt. Der berühmteste Fall eines Vortrags in einer selten gesprochenen Sprache ist Reinhold Oleschs Vortrag „Okcent venst’ă recĕ“ („Der dravänopolabische Wortakzent“) 1973 in Warschau in der seit 200 Jahren ausgestorbenen Sprache Dravänopolabisch. Viele zentrale Informationen über den Kongress werden jedoch entweder nur in der Sprache des Gastgeberlandes oder zusätzlich auf Russisch und Englisch angeboten.
Am letzten Tag eines Slawistenkongresses wird aus den Reihen der Vorsitzenden der nationalen Verbände ein neuer Vorsitzender des Internationalen Slawistenkomitees gewählt, der fünf Jahre im Amt bleibt und den nächsten Kongress in seinem Land durchführt. (Derzeit amtiert die französische Slawistin Natalia Bernitskaïa, so dass der nächste Internationale Slawistenkongress 2025 in Frankreich stattfinden wird.)
Der Internationale Slawistenkongress sollte nicht mit den politisch orientierten Slawenkongressen des 19. und 20. Jahrhunderts verwechselt werden, zu denen keine Verbindung besteht. Die Slawistenkongresse sind gemäß der ersten Ausschreibung von 1929 „den Fragen der slavischen Sprachforschung, Literaturgeschichte und Volksüberlieferung gewidmet“.

## Chronologie
Nachdem der erste Internationale Slawistenkongress am Ort des Prager Linguistenkreises initiiert wurde, fanden die ersten zehn Kongresse je zweimal in den damals nur fünf slawischen Ländern statt (bis zum siebten Kongress stets in den Hauptstädten). Seit dem Ende des Kalten Krieges ist die Reihenfolge gelockert, und es kommen vermehrt die acht „neuen“ slawischen Staaten zum Zuge, beim XVII. Kongress erstmals auch ein nichtslawisches Land.
| Nr.   | Jahr   | Datum        | Ort                  | Anmerkungen |
| ----- | ------ | ------------ | -------------------- | --- |
| I     | 1929   | 6.–13.10.    | Prag                 | |
| II    | 1934   | 23.–29.9.    | Warschau             | |
| (III) | (1939) | (18.–25.9.)  | Belgrad              | geplant, aber aus Protest gegen den Überfall Deutschlands auf Polen am 1.9. abgesagt                                                                  |
| –     | (1955) | (15.–21.9.)  | Belgrad              | außerordentlicher Kongress, an dem das Internationale Slawistenkomitee gegründet wurde, das seitdem die weiteren Kongresse veranstaltet               |
| IV    | 1958   | 1.–12.9.     | Moskau               | erster regulärer Kongress in einem kommunistischen Land, nach insgesamt 24 Jahren Pause durch den Zweiten Weltkrieg und den Beginn des Kalten Krieges |
| V     | 1963   | 16.–23.9     | Sofia                | |
| VI    | 1968   | 7.–13.8.     | Prag                 | im Prager Frühling, kurz vor dem Einmarsch sowjetischer Truppen am 21.8.                                                                              |
| VII   | 1973   | 21.–27.8.    | Warschau             | |
| VIII  | 1978   | 3.–9.9.      | Ljubljana und Zagreb | |
| IX    | 1983   | 6.–14.9.     | Kiew                 | |
| X     | 1988   | 14.–22.9.    | Sofia                | letzter Kongress in einem kommunistischen Land |
| XI    | 1993   | 30.8.–9.9.   | Bratislava           | Der Kongress war turnusgemäß an die Tschechoslowakei vergeben worden und fand acht Monate nach der Unabhängigkeit der Slowakei statt.                 |
| XII   | 1998   | 26.8.–3.9.   | Krakau               | |
| XIII  | 2003   | 15.–21.8.    | Ljubljana            | |
| XIV   | 2008   | 10.–16.9.    | Ohrid                | |
| XV    | 2013   | 20.–27.8.    | Minsk                | |
| XVI   | 2018   | 18.–25.8.    | Belgrad              | |
| XVII  | (2023) | (28.8.–1.9.) | Paris                | zum ersten Mal in einem Land ohne autochthone slawische Bevölkerung; wegen des russischen Überfalls auf die Ukraine auf 2025 verschoben               |
| XVII  | 2025   | 25.–30.8.    | Paris                | zum ersten Mal in einem Land ohne autochthone slawische Bevölkerung; wegen des russischen Überfalls auf die Ukraine auf 2025 verschoben               |
| XVIII | 2029   |              | Prag                 | zum 100-jährigen Jubiläum des ersten Slawistenkongresses                                                                                              |

## Teilnahme
Über die Teilnahme am Internationalen Slawistenkongress entscheiden die nationalen Slawistenkomitees nach je eigenen Regeln, nachdem das Internationale Slawistenkomitee, das aus den Vorsitzenden der nationalen Verbände besteht, jedem Land ein Kontingent zugewiesen hat. Für den Kongress 2013 galten folgende Kontingente für die slawischen (*) und nichtslawischen Länder:
- 70: *Russland (2008: 60)
- 55: *Polen (2008: 50)
- 45: Deutschland
- je 35: *Ukraine (2008: 30), Vereinigte Staaten
- je 25: *Bulgarien (2008: 33), *Serbien (2008: 32 zusammen mit Montenegro), *Tschechien (2008: 30), *Belarus (2008: 20)
- je 20: Italien, *Kroatien
- je 15: Frankreich, Großbritannien, *Mazedonien (2008: 20), *Slowakei (2008: 20), Ungarn
- 13: Österreich
- 12: *Slowenien
- je 10: Belgien (2008: 5), Finnland, Kanada (2008: 9), Niederlande, Schweden
- 7: Litauen (2008: 5)
- je 5: Australien und Neuseeland, *Bosnien und Herzegowina, Dänemark, Estland (2008: 3), Georgien (2008: 2), Griechenland (2008: 0), Israel, Japan, Kasachstan, Lettland (2008: 3), Moldawien (2008: 3), *Montenegro (2008: 32 zusammen mit Serbien), Norwegen, Rumänien (2008: 10), Schweiz, Spanien (2008: 3)
- 3: Türkei (2008: 0)
- 2: Indien

Neben diesen 622 Einzelvorträgen (2008: 600) gab es Themenblöcke (›Panels‹), runde Tische und Kommissionssitzungen.